# إرنستينا لوبيز
إرنستينا لوبيز دي نيلسون (بالإسبانية: Ernestina A. López)‏ (1879-1965) كانت معلمة أرجنتينية وناشطة في مجال حقوق المرأة. عملت كممثلة للأرجنتين لدى لجنة البلدان الأمريكية للنساء منذ تأسيسها في عام 1928 حتى الأربعينيات؛ وكانت أول امرأة في الأرجنتين تحصلُ على درجة الدكتوراه في الأدب وهي أيضًا مؤسِّسةُ الرابطة الأرجنتينية لنساء الجامعة.

## السيرة الذاتيّة
وُلدت إرنستينا لوبيز في كانون الثاني/يناير عام 1879 في بوينس آيرس بالأرجنتين. بدأت حياتها المهنية في التدريس وأصبحت مديرة مدرسة سارمينتو النموذجية. بحلول عام 1890؛ أسَّست إرنستينا المدرسة الوطنية للسيدات (بالإسبانية: Liceo Nacional de Señoritas)‏، وبعد ذلك عُيّنت كرئيسةٍ لها. حصلت في عام 1901 على درجة الدكتوراه في الأداب والفلسفة من جامعة بوينس آيرس لتكون بذلك أول سيّدة أرجنتينيّة تحصلُ على هذه الشهادة ثمّ انضمَّت في عام 1902 إلى 31 امرأة أخرى بما في ذلك بترونا إيل وسيسيليا غريرسون وسارة جوستو وأختها ألفيرا لوبيز بالإضافةِ إلى آنا بينتوس، وإلبيرا راوسون دى ديليبياني لتشكيلِ الجمعية الأرجنتينية للنساء الجامعيات (بالإسبانية: Asociación de Mujeres Universitarias de Argentinas)‏ وذلك لمعالجةِ تحيزات التوظيف ضد النساء والخريجات الجامعيات. عملت المجموعة بنشاطٍ على تحقيقِ الحقوق القانونية والمدنيّة والتعليمية للمرأة. حضرت لوبيز عام 1904 معرض سانت لويس العالمي بصفتها مندوبة الأرجنتين في المجلس الوطني للتعليم.
ابتداءً من عام 1908؛ نظمت الجمعيّة الأرجنتينيّة للنساء الجامِعيّات المؤتمر النسائي الدولي الأول في الأرجنتين (بالإسبانية: Primer Congreso Femenino Internacional de la República Argentina)‏ الذي استمرَّ من 18 إلى 23 أيّار/مايو 1910. لم تكن لوبيز مجرد مُشاركة؛ بل قدمت المحاضرة الافتتاحية للمؤتمر أمام حوالي 1000 مشارك. أوضحت لوبيز أهداف المؤتمر التي تمثلت بالأساسِ في إنشاءِ شبكةٍ للنساء تتجاوزُ الطبقية والأيديولوجية وذلك لغرضِ دعم محو أمية النساء وتعليمهنّ والقضاء على التحيزات والعمل على تحرير المرأة والنساء من التبعية الاجتماعية والاقتصادية.
بحلول عام 1918؛ انضمّت لوبيز إلى كلية الفلسفة والآداب بجامعة بوينس آيرس؛ إلى جانبِ اشتراكيين بارزين مثل فينيا تشيرتكوف وشقيقتها ماريانا تشيرتكوف وأليسيا مورو وسارة خوستو وكارولينا موزيلي. دعت لوبيز المدارس والجامعات لتعديلِ المناهج عبر إضافةِ قضايا المرأة كما دعت إلى إضافةِ دروسٍ في النظافة والتربية الجنسية والمواطنة وكذلك البستنة. بالإضافة إلى التدريس؛ صمَّمت إرنستينا لوبيز بعض المناهج الدراسية والكتب المدرسية التي انتشرت بل واستُخدمت على نطاقٍ واسعٍ. بحلول عام 1925؛ تزوجت لوبيز من إرنستو نيلسون الذي كان يعملُ معلمًا في إحدى المدارس المحليّة. أنجبت منهُ طفلةً واحدةً سُمّيت أليسيا. في ثلاثينيات القرن العشرين؛ ساعدت إرنستينا المربيّة والناشطة التربويّة الأخرى إلينا غونزاليس أخا دي كوريا موراليس في الترويج لنادي الأمّهات (بالإسبانية: Club de Madres)‏؛ الذي يُعدُّ واحدًا من أكثر النوادي النسائية الأرجنتينية نشاطًا، بل وشغلت منصب رئيسة النادي لسنواتٍ عديدة.  أصبحت لوبيز في وقتٍ ما عضوةً في لجنة رعاية الطفل الأرجنتينية وعملت مع زوجها في العديد من البرامج الاجتماعية.
عندما أَنشأ مجلس إدارة اتحاد عموم أمريكا لجنة الدول الأمريكية للنساء في اجتماعهم في هافانا في الرابع من نيسان/أبريل 1928. تمّت الدعوة إلى تشكيلِ لجنةٍ تتألّفُ من سبع نساء من بلدان الأمريكتين وذلك للنظرِ في المساواة المدنية والسياسية للمرأة في المنطقة؛ كما دُعي إلى توسيع اللجنة حتى يكون لها مندوبٌ واحدٌ لكل بلد. اختيرت ستّ دول عبر القرعة وهي الأرجنتين وكولومبيا والسلفادور وهايتي وبنما وفنزويلا بينما كان مندوبي هذه الدول على التوالي: المعلمة والناشطة إرنستينا لوبيز دي نيلسون، وماريا إيلينا دي هينيستروسا، ماريا ألفاريز دي جيلين ريفاس، أليس تيليني ماثون، كلارا غونزاليس وأخيرًا لوسيلا لوسياني دي بيريز دياز.

## قائمة أعمالها
هذه قائمةُ أعمال إرنستينا لوبيز:
- لوبيز دي نيلسون, إرنستينا (1903). مقالٌ عن ريكاردو جوتيريز (بالإسبانية). بوينس آيرس؛ الأرجنتين: دار أوروبيا للنشر والتوزيع.
- لوبيز دي نيلسون, إرنستينا (1907). المدرسة والحياة: دروس التربية العملية (بالإسبانية). بوينس آيرس؛ الأرجنتين: دار إمبرينتا دي كوني للنشر والتوزيع.
- لوبيز، إرنستينا (1910)، الأفكار النسوية في أمريكا، بوينس آيرس؛ الأرجنتين، مؤرشف من الأصل في 2022-03-27، اطلع عليه بتاريخ 2015-09-07{{استشهاد}}:  صيانة الاستشهاد: مكان بدون ناشر (link)
- لوبيز دي نيلسون, إرنستينا (1914). عناصر علم النبات (بالإسبانية). بوينس آيرس؛ الأرجنتين: دار كوني للنشر والتوزيع.
- لوبيز دي نيلسون, إرنستينا (1926). حَوْلِي: أولُ كتاب قراءة (بالإسبانية). بوينس آيرس؛ الأرجنتين: دار كوني للنشر والتوزيع.
- لوبيز دي نيلسون, إرنستينا (1920). أرى وأقرأ: كتاب القراءة والكتابة الأول (بالإسبانية). بوينس آيرس؛ الأرجنتين: دار كوني للنشر والتوزيع.
- لوبيز دي نيلسون, إرنستينا (1920). لنا: كتابُ القراءة الثاني (بالإسبانية). بوينس آيرس؛ الأرجنتين: دار كوني للنشر والتوزيع.
- لوبيز دي نيلسون, إرنستينا (1940). الآنسة راكيل: كتابُ القراءة الثالث (بالإسبانية). بوينس آيرس؛ الأرجنتين: دار إمبرينتا دي كوني للنشر والتوزيع. Archived from the original on 2020-01-25.
- لوبيز دي نيلسون, إرنستينا (1950). أرضنا: كتابُ القراءة الرابع (بالإسبانية). بوينس آيرس؛ الأرجنتين: دار كوني للنشر والتوزيع.